# 認知考古学
認知考古学とは、過去の心に焦点を当てる考古学理論の視点である。 認知考古学は、物的資料から人間の認知進化を理解しようとする進化認知考古学 (evolutionary cognitive archaeology, ECA) と、過去の物質文化における識別可能または推測可能な象徴的構造に焦点を当てる観念的認知考古学（ideational cognitive archaeology, ICA）の大きく二つに分かれる。

## 進化認知考古学
ECA は、考古資料から人類の祖先の認知の変容を推測する。この推論には、認知科学、比較認知、古神経学、実験考古学、民族考古学のような、他分野のデータ・理論・方法を利用することが多い。たとえば、330万年にわたる石器使用の歴史は、認知心理学によって定義・理解するとともに考古資料に基づいた検出を許すように操作化した認知能力（知能、時空間推論、作業記憶、実行機能等）の変化について、広く情報を提供するのである。他の ECA の研究では、心の理論、視覚と視空間能力、技術的推論、言語、ニューメラシー、識字能力といった領域固有の能力の発展に焦点が当てられている。 ECA は、スティーブン・ミテンのいうところの認知プロセス考古学および進化認知考古学に似ている。
ECA の内部には、 2 つの主要な思想の学派がある。北米学派は、考古学者トーマス・G・ウィンと生物人類学者スー・テイラー・パーカーが進化神経生物学者キャスリーン・ギブソンと共同で先駆的な研究を行い、1970 年代半ばに始まった。北米学派は、石器のような形状の遺物資料、人類の祖先と現存種（通常は非ヒト霊長類であるが、必ずしも限定されない）との道具使用の比較、またはその両方から、人類の認知進化を理解することに焦点を当てる。 北米学派の研究は、多くの場合、記述的なパターン分析による。つまり、数百万年にわたる石器などの形状の変化を分析し、認知心理学と神経科学の理論・構成概念・パラダイムを使用して、その認知的意味の観点からその変化を解釈するのである。
大西洋の東、英国学派も、考古学者のコリン・レンフルーとジョン・ゴーレット、そして進化霊長類学者のウィリアム・マクグルーの研究によって 1970 年代半ばに始まった。 特にレンフルーの研究は、その指導学生であるランブロス・マラフーリスと同様に、過去の心の研究に哲学的なアプローチを採用し、人間の認知における物的構造の役割をより根本的に検討するために心の哲学と生態心理学の概念を利用している。 レンフルーとマラフーリスは、自らのアプローチを説明するために神経考古学という術語を造語した。英国学派は、人間が物的構造を通してどのように思考するかに関心を持っており、認知的な目的のために物的構造に影響し活用する能力こそが、おそらく人間の認知を他のすべての種の認知とは真に区別するものであると考えている。 陶芸はその代表的な例である。 マラフーリスは、花瓶の形状が陶芸家が外部の粘土に内在的な心的概念を一方的に作用することによって作られるとは考えていない。そうではなく、陶芸家の脳と身体は粘土や轆轤などの物と相互作用する。粘土がとる形状は、陶芸家の感じた粘土の感覚・指の圧力・質感・水分含有量・色・バランス・形状の反応の間にある複雑な相互作用の結果として生成されるというのである。

他の初期の ECA 先駆者には、グリン・アイザック、考古学者のイアン・デイビッドソン、心理学者のウィリアム・ノーブルがいる。 現在の ECA は人間心理学・神経生理学・社会人類学・自然人類学・比較認知・人工知能からの学際的なデータを統合する分野となっている。 活気に満ちた拡大中の探究の領域として、
[ECA は、]民族考古学的および実験考古学の有効性と使用、人類と非人類との間の連続性と断絶の問題、脳の機能と形態に対する現代心理学および神経科学的アプローチによるピアジェの理論の置き換えを含む理論枠組みの選択・適用、学際的なデータの組み込み、言語の起源、人工物の形状から意図を解釈する能力、認知考古学における哲学的転回、そして世代間の蓄積と伝達という謎のような、認知考古学の形成期に提起されたのと同じテーマの多くを、発展させ続けている（[ECA continues to] develop many of the same themes raised in the formative decade of cognitive archaeology: the validity and use of ethnoarchaeological and experimental methods; the question of continuities and discontinuities between humans and non-human species; the selection and application of theoretical frameworks, including the displacement of Piagetian theory by contemporary psychological and neuroscientific approaches to brain function and form; the incorporation of interdisciplinary data; the origin of language; the ability of construing intentionality from artifactual form; the philosophical turn in cognitive archaeology; and the riddle of intergenerational accumulation and transmission.）。:6
2018年から2020年にかけて、認知考古学者トーマス・G・ウィンとランブロス・マラフーリスは、コロラド大学コロラドスプリングズ校とオックスフォード大学の共同研究を率いて、拡張した心の観点から前期旧石器時代の考古学を調査した。その結果は、2021 年に Adaptive Behavior 誌に掲載された。

## 観念的認知考古学
考古学者トーマス・ハフマンは観念的認知考古学（ICA）を、先史時代のイデオロギー、つまり社会の世界観を構成する理想、価値観、信念の研究と定義した。 これは、スティーヴン・ミテンがポストプロセス認知考古学（postprocessual cognitive archaeology）と呼んだものに似ている。
ICA の研究者は、過去の人間との間でイデオロギーやさまざまな組織行動の果たした役割を研究することがよくある。過去の人間が残した痕跡を通じてこれらの抽象的な観念に関する調査・議論するさいには、記号論・心理学・より広範な科学といった諸分野で開発された手法と、推論が使用される。
ICA では、社会・文化人類学の原理を使用して、物的象徴、空間使用、政治権力、宗教などの多様な観念について考察する。たとえば、トーマス・ハフマンは、ジンバブエとポルトガルの文書からのオーラル・ヒストリー資料を使用して、グレート・ジンバブエ遺跡で発掘された象徴の説明を試み、ショナ人における右側と男性・左側と女性の歴史的結びつきを、入り口への石の配置に特に結び付けている。歴史学者デイビッド・ビーチは、この ICA には論理的な飛躍と考古資料の不十分な使用という点で問題がありうると指摘し、時間スケールが深い考古学的証拠を志向性によって説明しようとする際には注意が必要であることを示している。
ICA は、認知マップなどの複合概念も利用する。人間は自分の感覚だけで行動するのではなく、生い立ちなどの過去の経験にも影響されて行動する。これらの経験は、各個人の独自の世界観、つまり、個人を導く一種の認知マップを生み出す。一緒に暮らす人々の集団は、共通の世界観や類似した認知マップを発展させる傾向があり、そうした複合概念が集団の物質文化に影響を与える。
ICA の問題関心は、考古学者自身の経験や考え、さらにはそれを生み出した遠い文化的伝統の影響を受けて、遺物や遺跡、象徴には複数の解釈が生まれてしまうことにも及ぶ。たとえば、洞窟壁画は現代の意味での芸術ではまったくなく、おそらく儀式の産物だったであろう。同じように、作成した人々にとっては完全に自明だった活動を表示しているのだろうが、象徴表示（symbology）のあり方は今日や他の時代に使用されているものとは異なるはずなのである。
考古学者は常に過去の人々の動機を思い描こうと努めてきたが、過去に行われていた思考法を理解する取り組みは、はじめ構造化されておらず、思弁的なものにすぎなかった。プロセス考古学の台頭以来、手法はより科学的になり、発見物の考古学的文脈とあらゆる可能な解釈に細心の注意を払うようになってきている。たとえば、旧石器時代ヨーロッパにおける用途不明の遺物である指揮棒 (考古学)を、ICA を使用して解釈するさいには、明確に定義された手順と比較に基づいて考えられるすべての機能を評価する段階を踏むことになるかもしれない。考えられるすべての機能にたいして論理と実験的証拠を適用することで、可能性の高い機能を分離することができる。
また ICA における物的資料に含まれる行動の痕跡は、人間の思考の産物であるがゆえに、行動に影響を与えうる多数の経験や視点に支配されている、と理解することもできる。物質文化と行動の組み合わせは、行動を引き起こした観念や使用された物の研究をさらに発展させることができる。ICA は、プロセス考古学の「科学的」側面を保持しながらより高い社会的レベルの観念に到達することによって、ポストプロセス考古学の陥穽を避けようとする手法なのである。

## 認知考古学の歴史
認知考古学は、物的証拠に従って厳密に過去を解釈すべきであるというプロセス考古学の主張への反動として、1970年代に始まった。プロセス考古学の厳格な唯物論は、考古学の範囲を遺物の発見と記述に限定してしまう傾向があり、遺物のもつ認知的・文化的な意味についてのより広い解釈を推論によって明らかにできないものとして排除する傾向があった。 社会人類学者 Edmund Leach がかつて言ったように、「世界中が千思万考を尽くしても、失われた証拠はもはや取り戻せない（all the ingenuity in the world will not replace the evidence that is lost and gone for ever,）」、「自分のしていることが当て推量にすぎないことを認識すべきである（you should recognize your guesses for what they are.）」というわけである。:768
しかしながらプロセス考古学は、物質文化を作り、使用した人々の生活様式を調査する道も切り拓いた。 最初のアプローチはルイス・ビンフォードによって提唱されたもので、古代の生活様式は現代の伝統的な生活様式を研究することで理解できると示唆したのであった。 このアプローチは理にかなった批判に晒されたが、それでもビンフォードの尽力は、物的形式が生活様式についての情報を提供しうるものであるという着想、そして、物的形式が知的な行動の産物であるがゆえ、その製作者がどのように考えたかについての、さらには何を考えていたのかについてすらの洞察を提供する可能性があるという着想のさらなる展開を刺戟していた。ビンフォードのような考古学者も認知考古学を批判し、考古資料に保存されるのは人々の思考ではなく行動だけであると述べている。 ECA はこの批判に対し、過去の人々が「何を」考えたかではなく、物的構造を用いて「どのように」考えたかを理解しようとしていると強調してきた。
マーリン・ドナルドの Origins of the Modern Mind (1991)、スティーヴン・ミテンの The Prehistory of Mind (1996)、デイビッド・ルイス＝ウィリアムズの The Mind in the Cave (2002) のような初期の何冊かは、太古の心について調査・研究を行うことができるという着想を大衆化する役割を果たした。

## 参考資料
1. 1 2 3 4 5 6  Overmann, Karenleigh A; Coolidge, Frederick L (2019). “Cognitive Archaeology at the Crossroads”. In Overmann; Coolidge. Squeezing Minds from Stones: Cognitive Archaeology and the Evolution of the Human Mind. New York: Oxford University Press. pp. 1–12. ISBN 9780190854614
2. ↑  Harmand, Sonia; Lewis, Jason E; Feibel, Craig S; Lepre, Christopher J; Prat, Sandrine; Lenoble, Arnaud; Boës, Xavier; Quinn, Rhonda L et al. (2015). “3.3-Million-Year-Old Stone Tools from Lomekwi 3, West Turkana, Kenya”. Nature 521 (7552):  310–315. Bibcode: 2015Natur.521..310H. doi:10.1038/nature14464. PMID 25993961.
3. 1 2  Wynn, Thomas (1979). “The Intelligence of Later Acheulean Hominids”. Man 14 (3):  371–391. doi:10.2307/2801865. JSTOR 2801865.
4. 1 2  Wynn, Thomas (1989). The Evolution of Spatial Competence. Chicago, IL: University of Illinois Press. ISBN 9780252060304
5. ↑  Coolidge, Frederick L; Wynn, Thomas (2001). “Executive Functions of the Frontal Lobes and the Evolutionary Ascendancy of Homo sapiens”. Cambridge Archaeological Journal 11 (3):  255–260. doi:10.1017/S0959774301000142.
6. ↑  Coolidge, Frederick L; Wynn, Thomas (2005). “Working Memory, Its Executive Functions, and the Emergence of Modern Thinking”. Cambridge Archaeological Journal 15 (1):  5–26. doi:10.1017/S0959774305000016.
7. ↑  Cole, James (2019). “Knapping in the Dark: Stone Tools and a Theory of Mind”. In Overmann; Coolidge. Squeezing Minds from Stones: Cognitive Archaeology and the Evolution of the Human Mind. New York: Oxford University Press. pp. 355–375. ISBN 9780190854614
8. ↑  Hodgson, Derek (2000). “Art, Perception and Information Processing: An Evolutionary Perspective”. Rock Art Research 17 (1):  3–34.
9. ↑  Hodgson, Derek; Helvenston, Patricia A (2006). “The Emergence of the Representation of Animals in Palaeoart: Insights from Evolution and the Cognitive, Limbic and Visual Systems of the Human Brain”. Rock Art Research 23 (1):  3–40.
10. ↑  Moore, Mark W (2011). “The Design Space of Stone Flaking: Implications for Cognitive Evolution”. World Archaeology 43 (4):  702–715. doi:10.1080/00438243.2011.624778.
11. ↑  Moore, Mark W; Perston, Yinika (2016). “Experimental Insights into the Cognitive Significance of Early Stone Tools”. PLOS ONE 11 (7):  e0158803. Bibcode: 2016PLoSO..1158803M. doi:10.1371/journal.pone.0158803. PMC 4938430. PMID 27392022.
12. ↑  Putt, Shelby Stackhouse; Wijeakumar, Sobanawartiny; Franciscus, Robert G; Spencer, John P (2017). “The Functional Brain Networks That Underlie Early Stone Age Tool Manufacture”. Nature Human Behaviour 1 (6):  1–8. doi:10.1038/s41562-017-0102.
13. ↑  Overmann, Karenleigh A (2018). “Constructing a concept of number”. Journal of Numerical Cognition 4 (2):  464–493. doi:10.5964/jnc.v4i2.161 2022年7月10日閲覧。.[リンク切れ]
14. ↑  Overmann, Karenleigh A. (2023). The Materiality of Numbers: Emergence and Elaboration from Prehistory to Present. Cambridge University Press. ISBN 9781009361248
15. ↑  Overmann, Karenleigh A (2016). “Beyond writing: The development of literacy in the ancient Near East”. Cambridge Archaeological Journal 26 (2):  285–303. doi:10.1017/S0959774316000019.
16. ↑  Overmann, Karenleigh A (2022). “Early writing: A cognitive archaeological perspective on literacy and numeracy”. Visible Language 56 (1):  8–44. doi:10.34314/vl.v56i1.4934 2022年7月10日閲覧。.
17. ↑  Overmann, Karenleigh A; Wynn, Thomas (2019). “Materiality and human cognition”. Journal of Archaeological Method and Theory 26 (2):  457–478. doi:10.1007/s10816-018-9378-y.
18. 1 2  Mithen, Stephen J. (1999). “Cognitive archaeology”. In Wilson, Robert A.; Keil, Frank C.. The MIT Encyclopedia of the Cognitive Sciences. MIT Press. pp. 122–124. ISBN 9780262232005
19. ↑  Parker, Sue Taylor; Gibson, Kathleen R (1979). “A Developmental Model for the Evolution of Language and Intelligence in Early Hominids”. Behavioral and Brain Sciences 2 (3):  367–408. doi:10.1017/S0140525X0006307X.
20. ↑  Renfrew, Colin (1982). Towards an Archaeology of Mind: An Inaugural Lecture Delivered before the University of Cambridge on 30th November 1982. Cambridge: Cambridge University Press. doi:10.1080/00665983.1984.11077826
21. ↑  Renfrew, Colin (1994). “Towards a Cognitive Archaeology”. In Renfrew; Zubrow. In The Ancient Mind: Elements of Cognitive Archaeology. Cambridge: Cambridge University Press. pp. 3–12. ISBN 9780521456203
22. ↑  Gowlett, John A J (1979). “Complexities of Cultural Evidence in the Lower and Middle Pleistocene”. Nature 278 (5699):  14–17. Bibcode: 1979Natur.278...14G. doi:10.1038/278014b0.
23. ↑  Gowlett, John A J (1984). “Mental Abilities of Early Man: A Look at Some Hard Evidence”. In Foley. Hominid Evolution and Community Ecology: Prehistoric Human Adaptation in Biological Perspective. London: Academic Press. pp. 167–192. OCLC 1014620102
24. ↑  McGrew, William Clement; Tutin, Caroline E G (1978). “Evidence for a Social Custom in Wild Chimpanzees?”. Man 13 (2):  234–251. doi:10.2307/2800247. JSTOR 2800247.
25. ↑  McGrew, William Clement; Tutin, Caroline E G; Baldwin, Pamela J (1979). “Chimpanzees, Tools, and Termites: Cross-Cultural Comparisons of Senegal, Tanzania, and Rio Muni”. Man 14 (2):  185–215. doi:10.2307/2801563. JSTOR 2801563.
26. ↑  Malafouris; Renfrew, eds (2010). The Cognitive Life of Things: Recasting the Boundaries of the Mind. Cambridge: McDonald Institute for Archaeological Research. ISBN 9781902937519
27. 1 2  Malafouris, Lambros (2013). How Things Shape the Mind: A Theory of Material Engagement. Cambridge, MA: MIT Press. ISBN 9780262528924
28. ↑  Renfrew, Colin; Malafouris, Lambros (2008). “Steps to a 'Neuroarchaeology' of Mind”. Cambridge Archaeological Journal 18 (3):  381–385. doi:10.1017/S0959774308000425.
29. ↑  Malafouris, Lambros (2010). “Metaplasticity and the Human Becoming: Principles of Neuroarchaeology”. Journal of Anthropological Sciences 88:  49–72. PMID 20834050.
30. ↑  Overmann, Karenleigh A (2021). “The Material Difference in Human Cognition”. Adaptive Behavior 29 (2):  123–136. doi:10.1177/1059712320930738. hdl:11250/2766177.
31. ↑  Malafouris, Lambros (2008). “At the potter’s wheel: An argument for material agency”. In Malafouris; Knappett. Material Agency: Towards a Non-Anthropocentric Approach. New York: Springer Science+Business Media. pp. 19–36. OCLC 859423170
32. ↑  Isaac, Glynn Llywelyn (1976). “Stages of Cultural Elaboration in the Pleistocene: Possible Archaeological Indicators of the Development of Language Capabilities”. Annals of the New York Academy of Sciences 280 (1):  275–288. Bibcode: 1976NYASA.280..275I. doi:10.1111/j.1749-6632.1976.tb25494.x.
33. ↑  Isaac, Glynn Llywelyn (1984). “The Archaeology of Human Origins: Studies of the Lower Pleistocene in East Africa 1971–1981”. In Wendorf; Close. Advances in World Archaeology. New York: Academic Press. pp. 1–87. ISBN 9780120399017
34. ↑  Davidson, Iain; Noble, William (1989). “The Archaeology of Perception: Traces of Depiction and Language”. Current Anthropology 30 (2):  125–155. doi:10.1086/203723. JSTOR 2743542.
35. ↑  Noble, William; Davidson, Iain (1996). Human Evolution, Language, and Mind: A Psychological and Archaeological Inquiry. Cambridge: Cambridge University Press. ISBN 9780521445023
36. ↑  Wynn, Thomas; Overmann, Karenleigh A; Malafouris, Lambros (2021). “4E cognition in the Lower Paleolithic: An introduction”. Adaptive Behavior 29 (2):  99–106. doi:10.1177/1059712320967184.
37. ↑  Huffman, Thomas (1986). “Cognitive studies of the iron age in Southern Africa”. World Archaeology 18:  84–95. doi:10.1080/00438243.1986.9979990.
38. ↑  Burl, Aubrey (1981). Rites of the Gods. London: Weidenfeld & Nicolson. ISBN 978-0460043137
39. ↑  Beach, David (1998). “Cognitive Archaeology and Imaginary History at Great Zimbabwe”. Current Anthropology 39:  47–72. doi:10.1086/204698.
40. ↑  Leach, Edmund R (1973). “Concluding Address”. In Renfrew. The Explanation of Culture Change: Models in Prehistory. Proceedings of a Meeting of the Research Seminar in Archaeology and Related Subjects Held at the University of Sheffield, December 14–16, 1971. London: Gerald Duckworth. pp. 761–771. OCLC 476129218
41. ↑  Binford, Lewis R (1962). “Archaeology as Anthropology”. American Antiquity 28 (2):  217–225. doi:10.2307/278380. JSTOR 278380.
42. ↑  Binford, Lewis R (1972). An Archaeological Perspective. New York: Seminar Press. ISBN 9780127850535
43. ↑  Donald, Merlin (1991). Origins of the Modern Mind: Three Stages in the Evolution of Culture and Cognition. Cambridge, MA: Harvard University Press. ISBN 9780674644847
44. ↑  Mithen, Steven J (1996). The Prehistory of Mind: The Cognitive Origins of Art, Religion and Science. London: Thames & Hudson. ISBN 9780500281000
45. ↑  Lewis-Williams, David (2002). The Mind in the Cave: Consciousness and the Origins of Art. London: Thames & Hudson. ISBN 0-500-05117-8

- Cognitive Archaeology
- AURA Homepage of Cognitive Archaeology
- 4E Cognition in the Lower Palaeolithic